# Силуяново
Силуяново — деревня в Руднянском районе Смоленской области России. Входит в состав Понизовского сельского поселения. Население — 98 жителей (2007 год). 
Расположена в западной части области в 35 км к северу от Рудни, в 22 км западнее автодороги Р133 Смоленск — Невель, на берегу реки Рутавечь. В 36 км южнее деревни расположена железнодорожная станция Рудня на линии Смоленск — Витебск.

## История
В годы Великой Отечественной войны деревня была оккупирована гитлеровскими войсками в июле 1941 года, освобождена в октябре 1943 года.

## Археология
На правом берегу реки Рутавечь на селище Силуяново 1 культурной группы типа Заозерье III—IV веков, развившейся на основе верхнеднепровского варианта киевской культурно-исторической общности, ведущим типом керамики оказались грубые горшки крупных размеров, которые были украшены декором в виде расчёсов гребнем. Также археологи нашли фрагменты керамики с более изящной выделкой из тонкого теста, с заглаженной поверхностью и ребрами на плечике, несколько пряслиц с широким отверстием, три обломка железных фибул и находки, датируемые XIV—XVI веками.